# Sepsis neonatal

La sepsis neonatal es una entidad clínica originada por una infección sistémica de etiología bacteriana, viral, parasitaria o fúngica que se manifiesta en el recién nacido los primeros 28 días de vida. Se clasifica en sepsis temprana, si sucede dentro de los primeros 7 días de vida, y sepsis tardía cuando aparece entre los días 7 a 28. La sepsis neonatal se produce en 1-12 de cada 1,000 nacidos vivos y es la segunda causa más común de mortalidad neonatal en los países en desarrollo, representando entre 30-50% del total de muertes cada año. Las tasas más elevadas se producen individuos con bajo peso al nacer, lactantes, en aquellos con depresión de la función respiratoria al nacimiento y en aquellos con factores de riesgo materno perinatal. El riesgo es dos veces mayor en los masculinos y también aumenta al presentarse anomalías congénitas.

## Epidemiología
La Organización Panamericana de la Salud (OPS) considera la sepsis neonatal como la segunda causa de muerte en recién nacidos y reporta una incidencia de 1-8 casos por cada 1000 nacidos vivos en países desarrollados y de 3-12 casos por millar en países en vías de desarrollo.
En una revisión sistemática y metaanálisis de estudios poblacionales publicada en 2018, se encontró que incidencia global es de 22 casos por cada 1,000 nacidos vivos y la mortalidad asociada es del 11 al 19%; lo que se traduce a una incidencia global de 3 millones de casos de sepsis neonatal al año.

## Clasificación
Según el momento de inicio de la enfermedad, podemos clasificar la sepsis neonatal en aquellas de inicio temprano, si aparece dentro de los primeros 7 días de vida, o de inicio tardío si se manifiesta entre los días 7 y 28.
Cerca del 85% de los casos con sepsis temprana se presentan en un plazo de 24 horas, 5% lo presenta entre 24-48 horas, y el resto de pacientes lo presentarán de las 48 horas a los 6 días de vida. La instalación de sepsis neonatal es más rápida en recién nacidos prematuros.

## Etiología
La sepsis de aparición temprana se asocia con la adquisición de microorganismos de la madre mediante diseminación transplacentaria o una infección ascendente desde el cuello uterino por microorganismos que colonizan en el tracto genitourinario de la madre y la adquisición del agente a través del tránsito del neonato por el canal del parto. Los microorganismos más frecuentemente asociados con la infección de aparición temprana incluyen Streptococcus del grupo B, Escherichia coli, Haemophilus influenzae, y la Listeria monocytogenes.
La sepsis de aparición tardía se produce entre los 7-28 días de vida y se adquiere desde el medio ambiente donde el recién nacido recibe sus cuidados neonatales. Los organismos implicados incluyen los estafilococos coagulasa negativos, Staphylococcus aureus, E. coli, Klebsiella, Pseudomonas, Enterobacter, Candida, Streptococcus grupo B, Serratia, Acinetobacter y anaerobios. La infección puede originarse en la piel, las vías respiratorias, conjuntiva, tracto gastrointestinal y el muñón umbilical. Los vectores de dicha colonización pueden incluir catéteres urinarios o vasculares, así como por contacto con los cuidadores del paciente.

## Patogenia

### Factores de riesgo
Se han identificado diversos factores de riesgo para el desarrollo de sepsis neonatal en diferentes etapas del desarrollo del recién nacido, dentro de los cuales encontramos:

#### Prenatales
- Embarazo sin control prenatal
- Infección de la madre en el tercer trimestre del embarazo[9]

#### Perinatales
- Prematurez
- Bajo peso al nacer
- Asfixia intrauterina
- Parto prolongado[9]

#### Postnatales
- Realización de procedimientos invasivos
- Presencia de convulsiones[9]

### Mecanismos de transmisión
Se destacan dos principales mecanismos de transmisión para el desarrollo de sepsis neonatal que se relacionan al tiempo de aparición de la enfermedad.

#### Transmisión vertical
La sepsis de aparición temprana se asocia con la adquisición de microorganismos de manera vertical por ascenso de líquido amniótico contaminado o durante el parto, mediante la colonización de microorganismos localizados en el tracto genitourinario de la madre. La corioamnionitis (o infección intraamniotica) se considera un factor de riesgo importante para el desarrollo de sepsis neonatal. 

#### Transmisión horizontal
La sepsis de aparición tardía es frecuentemente ocasionada por microorganismos que se encuentran el medio ambiente donde el recién nacido recibe sus cuidados iniciales. La infección puede originarse de la piel o mucosas; como las vías respiratorias, la conjuntiva, el tracto gastrointestinal o el muñón umbilical. Los vectores de dicha colonización pueden incluir catéteres urinarios o vasculares, así como por contacto directo con los cuidadores.

## Manifestaciones clínicas
En relación con la presentación clínica, aunque los síntomas son variables, se considera que las alteraciones respiratorias (apnea, taquipnea, síndrome de dificultad respiratoria) son las más frecuentes en neonatos con sepsis.
También se pueden presentar periodos de irritabilidad, fiebre o hipotermia, rechazo al alimento, ictericia, hipotonía e hipotensión. Las manifestaciones severas incluyen choque, coagulación intravascular diseminada y falla multiorgánica.
Debido a que los síntomas no son específicos, es necesaria la evaluación y el reconocimiento de los factores de riesgo en pacientes que presenten síntomas compatibles.

## Diagnóstico
Los criterios de compromiso hemodinámico o insuficiencia respiratoria que caracterizan la sepsis en el adulto, no son clínicamente útiles porque frecuentemente estos síntomas no se manifiestan en los recién nacidos de manera inicial. La sospecha clínica de sepsis en los recién nacidos inicia con la presencia de fiebre, definida como una temperatura > 38 °C, y la presencia concomitante de una infección grave, como meningitis, neumonía, pielonefritis o gastroenteritis. La historia clínica se deben complementar con una radiografía de tórax, un electrocardiograma, glucosa y electrolitos en sangre, para diferenciar los padecimientos no infecciosos de la sepsis neonatal.
El estándar de oro de la sepsis neonatal se considera el hemocultivo, los resultados se obtienen en un periodo de 36 horas a 6 días de la toma, pero solo son positivos en el 30 a 70% de los casos. En sepsis temprana se deben realizar hemocultivos (central y periféricos) y cultivo de líquido cefalorraquídeo. En casos de infecciones localizadas, se debe cultivar también el sitio de infección. Si se sospecha de sepsis de inicio tardío, se debe agregar un urocultivo.
Una revisión realizada por Cochrane, demostró la utilidad de los marcadores séricos como la elevación de proteínas de fase aguda y las citocinas proinflamatorias para el diagnóstico oportuno. Es importante considerar la sensibilidad y especificidad de los mismos para el uso clínico:
1. Proteína C reactiva (sensibilidad de 0.6-0.84. especificidad de 0.84-1.00)
2. Procalcitonina (sensibilidad de 0.77, especificidad de 0.62)
3. Factor de necrosis tumoral alfa (sensibilidad de 0.6-0.82, especificidad de 0.86-0.93)
4. Interleucina 6 (sensibilidad de 0.58-0.89, especificidad de 0.84-0.96)

Es difícil diferenciar la sepsis neonatal de otros padecimientos del recién nacido pero debido a la alta mortalidad de la enfermedad, se debe iniciar tratamiento antibiótico empírico en espera al resultado de los cultivos.
Se ha investigado la posibilidad de estratificar el riesgo de recién nacidos que presentan fiebre  pero no existe evidencia de un foco infeccioso, con el fin de decidir si puede manejarse de manera ambulatoria sin tratamiento o es necesaria su hospitalización. Un estudio realizado en el Strong Memorial Hospital de Rochester, Nueva York, mostró que los niños de ≤ 60 días de edad que manifiesten los siguientes criterios, presentan bajo riesgo de tener una enfermedad bacteriana grave:
- Previamente sano con buena apariencia
- Recién nacido a término (≥ 37 semanas de gestación)
- No recibió antibióticos perinatales
- Hiperbilirrubinemia inexplicable que no requiere tratamiento
- No ha recibido antibióticos desde la alta médica del hospital
- No tiene antecedentes de hospitalizaciones
- No tiene antecedentes de enfermedad crónica
- Dado de alta al mismo tiempo o antes que la madre
- No tiene evidencia de infecciones de la piel, tejidos blandos, huesos, articulaciones o infección del oído
- Recuento de glóbulos blancos entre 5,000-15,000 / mm³
- Recuento de leucocitos inmaduros ≤ 1.500 / mm³
- Recuento de leucocitos en orina ≤ 10 por campo de alto poder
- Recuento de leucocitos en heces ≤ 5 por campo de alto poder (HPF), sólo si el niño tiene diarrea

Aquellos que cumplan con los criterios mencionados, probablemente no requieran de una punción lumbar ni hemocultivos, y se considera seguro que permanezcan en su hogar sin tratamiento antibiótico pero con estrecha vigilancia ambulatoria para hacer seguimiento de su evolución.